# Alain Souchon & Laurent Voulzy
Albums d'Alain Souchon
À cause d'elles
(2011) Le Concert
(2016)
Albums de Laurent Voulzy
Lys & Love Tour
(2013) Le Concert
(2016)
Alain Souchon & Laurent Voulzy est le 1er album commun d'Alain Souchon et de Laurent Voulzy, sorti le 24 novembre 2014. Toutes les chansons ont été écrites et composées par les deux interprètes.
Le premier single extrait de l'album, Derrière les mots, sort en téléchargement le 6 octobre 2014. L'album est certifié triple platine (plus de 300 000 albums vendus) moins d'un mois après sa sortie. À l'occasion de la sortie de cet album, Laurent Voulzy et Alain Souchon débutent une tournée en duo qui s'étend d'avril 2015 à décembre 2015. Un second extrait, Oiseau malin, sera dévoilé peu après. Puis, un troisième extrait, La Baie des fourmis, est dévoilé à son tour à l'été 2015.
Laurent Voulzy et Alain Souchon sont récompensés aux Globes de Cristal en 2015. En novembre de la même année, sort le quatrième extrait, Bad Boys.

## Titres
| No  | Titre                            | Durée |
| --- | -------------------------------- | ----- |
| 1.  | Derrière les mots                | 4:38  |
| 2.  | Oiseau malin                     | 4:40  |
| 3.  | Idylle anglo-normande            | 2:54  |
| 4.  | Il roule                         | 5:07  |
| 5.  | Consuelo                         | 4:45  |
| 6.  | En Île-de-France                 | 3:21  |
| 7.  | Oui mais                         | 2:29  |
| 8.  | Ils étaient deux garçons (trois) | 0:33  |
| 9.  | Bad Boys                         | 7:06  |
| 10. | On était beau                    | 0:39  |
| 11. | Souffrir de se souvenir          | 5:11  |
| 12. | La Baie des fourmis              | 3:58  |

Consuelo rend hommage à Consuelo de Saint-Exupéry, femme de l'aviateur et écrivain.

## Réédition
Le 4 décembre 2015, l'album est réédité dans une édition spéciale et limitée. Elle comprend un DVD et un second CD avec des maquettes de quatre titres,.
| No | Titre                                                | Durée |
| -- | ---------------------------------------------------- | ----- |
| 1. | Derrière les mots (Joinville-le-pont_13/05/13_02h50) | 5:03  |
| 2. | T Bird (Beaulieu_04/05/13_01h00)                     | 4:16  |
| 3. | Peter's Home (Surrey-UK_30/05/09_20h02)              | 4:37  |
| 4. | Portsmouth Ouistream (Surrey-UK _05/2009_12h59)      | 2:56  |

## Personnel

### Musiciens
Chant, chœurs : Alain Souchon, Laurent Voulzy
Altos : Christine Jaboulay, Michel Nguyen, Julien Gaben, Christophe Briquet (chansons (1, 2, 3, 4, 7, 9, 11)
Basse : Laurent Voulzy (chansons 1, 6, 11 et 12)
Basse électrique : Claude Le Peron (chansons 4 et 9)
Batterie : Éric Lafont (chansons 1, 2, 3, 4, 5, 9 et 11)
Bongos : Éric Lafont (chanson 9)
Caisses claires : Éric Lafont (chanson 7)
Chœurs : Frank Eulry (chansons 1 et 9)
Claps : Frank Eulry (chanson 9)
Claviers : Frank Eulry (chansons 1, 2, 3, 4, 5, 6, 7, 9 et 12)
Contrebasse : Henri Lucas (chansons 1, 2, 3, 4, 7, 9, 11)
Flûte à bec : Frank Eulry (chanson 7)
Guitare National : Michel-Yves Kochmann (chanson 9)
Guitares acoustiques : Laurent Voulzy (chansons 1, 2, 3, 4, 5, 6, 7, 9, 11 et 12), Michel-Yves Kochmann (chanson 11)
Guitares électriques : Laurent Voulzy (1, 3, 4, 5, 6, 11, 12), Michel-Yves Kochmann (chansons 2, 4, 5 et 11)
Harpe : Audrey Bocahut-Blanchet (chanson 12)
Percussions : Laurent Voulzy (chanson 9)
Piano et orgue : Frank Eulry (chanson 11)
Programmation : Frank Eulry (chansons 1, 4, 6, 7 et 12)
Shaker : Éric Lafont (chansons 4 et 11)
Sleight bells : Éric Lafont (chanson 1)
Tambourin : Éric Lafont (chansons 1, 2, 4, 5 et 11)
Violon solo : Anne Gravoin (chansons 1, 2, 3, 4, 7, 9 et 11)
Violoncelles : Cyrille Lacrouts, Mathilde Sternat, Jean-Claude Auclin (chansons 1, 2, 3, 4, 7 et 9)
Violons : David Braccini, Jean-Philippe Kuzma, Angélique Loyer, Karen Brunon, Céline Planes, Jérôme Marchand, Sébastien Surel (chansons 1, 2, 3, 4, 7, 9 et 11)

### Réalisation
Enregistrement : Frank Eulry et Stéphane Briand assisté de Jean-Pierre Crombet
Mixage : Stéphane Briand avec Laurent Voulzy et Frank Eulry
Enregistrement des Cordes au Studio Davout, Paris par Stéphane Briand assisté de Hugo-Alexandre Pernot
Orchestration et direction d'orchestre : Frank Eulry
Mastering : Hubert Salou, Studio Kashmir
Photographies : Philippe Abergel
Design : Guillaume Robert-Famy, Opopanax
Maquillage : Malka Braun
Management : Rose Léandri, VMA, Cathy Bitton, Saraswati Music

## Classement hebdomadaire
| Classement (2014)            | Meilleure position |
| ---------------------------- | ------------------ |
| Belgique (Flandre Ultratop)  | 117                |
| Belgique (Wallonie Ultratop) | 1                  |
| France (SNEP)                | 1                  |
| Suisse (Schweizer Hitparade) | 8                  |

## Certifications
| Pays           | Certification |
| -------------- | ------------- |
| France (SNEP)  | 3 × Platine   |
| Belgique (BEA) | Or            |

## Récompense
L'album reçoit la Victoire de la musique de l'album de chansons, le 13 février 2015.